# Breviceps verrucosus
Espèce
Synonymes
- Breviceps tympanifer Hewitt, 1925
- Breviceps rugosus Power, 1926
- Breviceps striatus Hoffman, 1940
- Breviceps maculatus FitzSimons, 1947

Statut de conservation UICN

 LC  : Préoccupation mineure
Breviceps verrucosus est une espèce d'amphibiens de la famille des Brevicipitidae.

## Répartition
Cette espèce se rencontre du niveau de la mer à 2 000 m d'altitude :
- dans le sud-est de l'Afrique du Sud ;
- au Lesotho ;
- au Swaziland.

## Description
Breviceps verrucosus mesure jusqu'à 53 mm, les mâles restant beaucoup plus petits que les femelles. Cette espèce a la face dorsale qui varie de l'ocre, du gris ou du noir au brun sombre tacheté de brun clair. Sa face ventrale est blanc cassé marbré de crème.

## Publication originale
- Rapp, 1842 : Neue Batrachier. Archiv für Naturgeschichte, vol. 8, no 1, p. 289–291 (texte intégral).